# Can Ramicando
Can Ramicando és una casa de Santa Maria de Palautordera (Vallès Oriental) protegida com a Bé Cultural d'Interès Local.

## Descripció
Es tracta d'una casa entre mitgeres de carener paral·lel a la façana, planta baixa i dos pisos. Els murs, que són de paredat, estan arrebossats. El portal és d'arc rebaixat amb brancals de pedra i algunes dovelles però tot està pintat amb la mateixa pintura que la façana. Al costat del portal hi ha una petita finestra. Les finestres del dos pisos superiors tenen l'ampit motllurat i també són d'arc rebaixat. L'interior fou restaurat fa pocs anys.